# Tertiärquarzit
Als Tertiärquarzit (auch Süßwasserquarzit) bezeichnet man zusammenhängend kieselig verdichtete Sandsteinschichten bis festen Quarzit oder einzelne Gerölllager (kleine wulstige Körper bis größere Felsbrocken), die durch die Verkieselung tertiärer oder im erweiterten Sinn auch kreidezeitlicher Sande entstanden sind. Eine veraltete Bezeichnung ist Knollenstein.

## Gestein und Entstehung

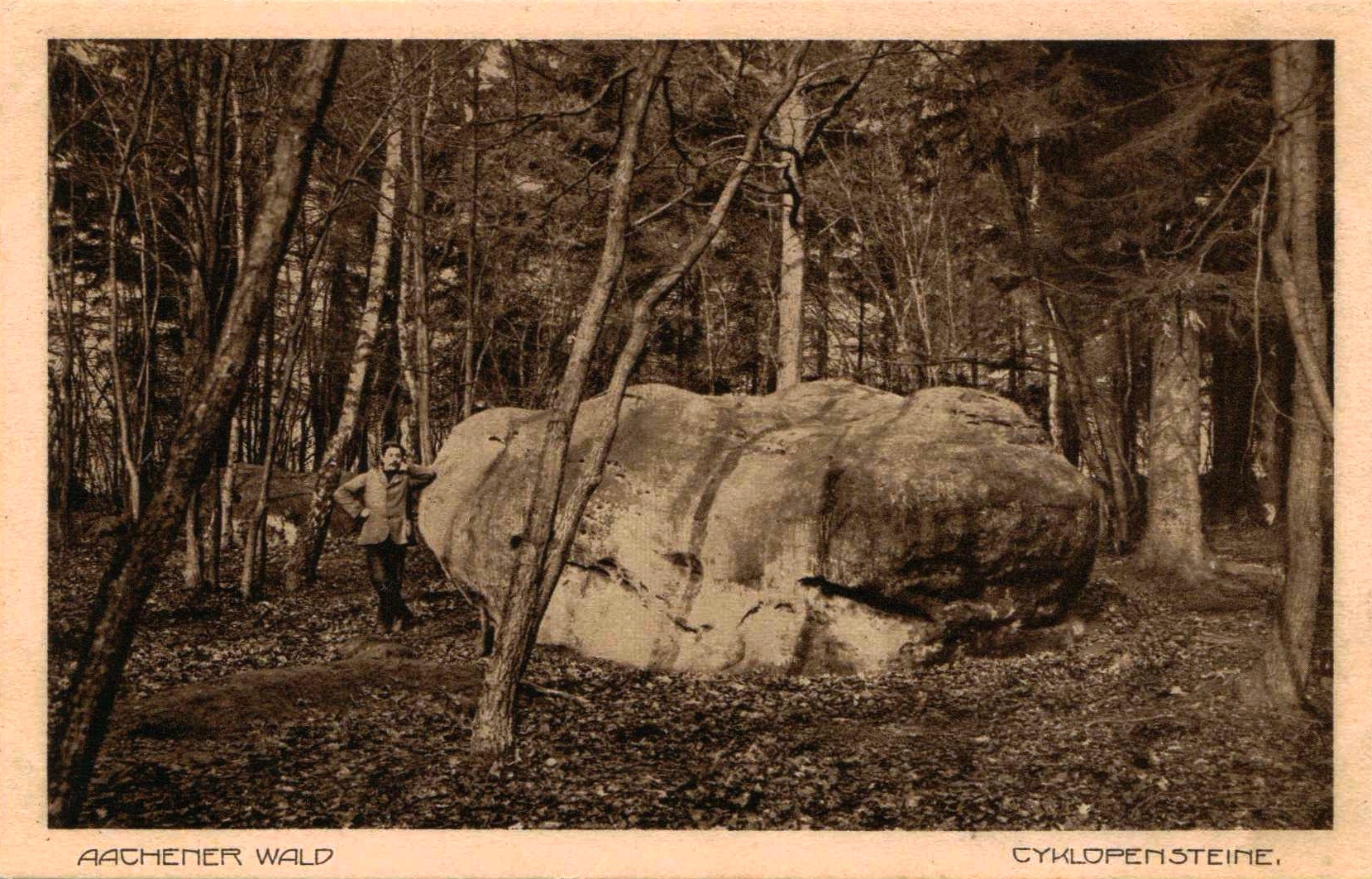
Zyklopensteine bei Aachen (1913)

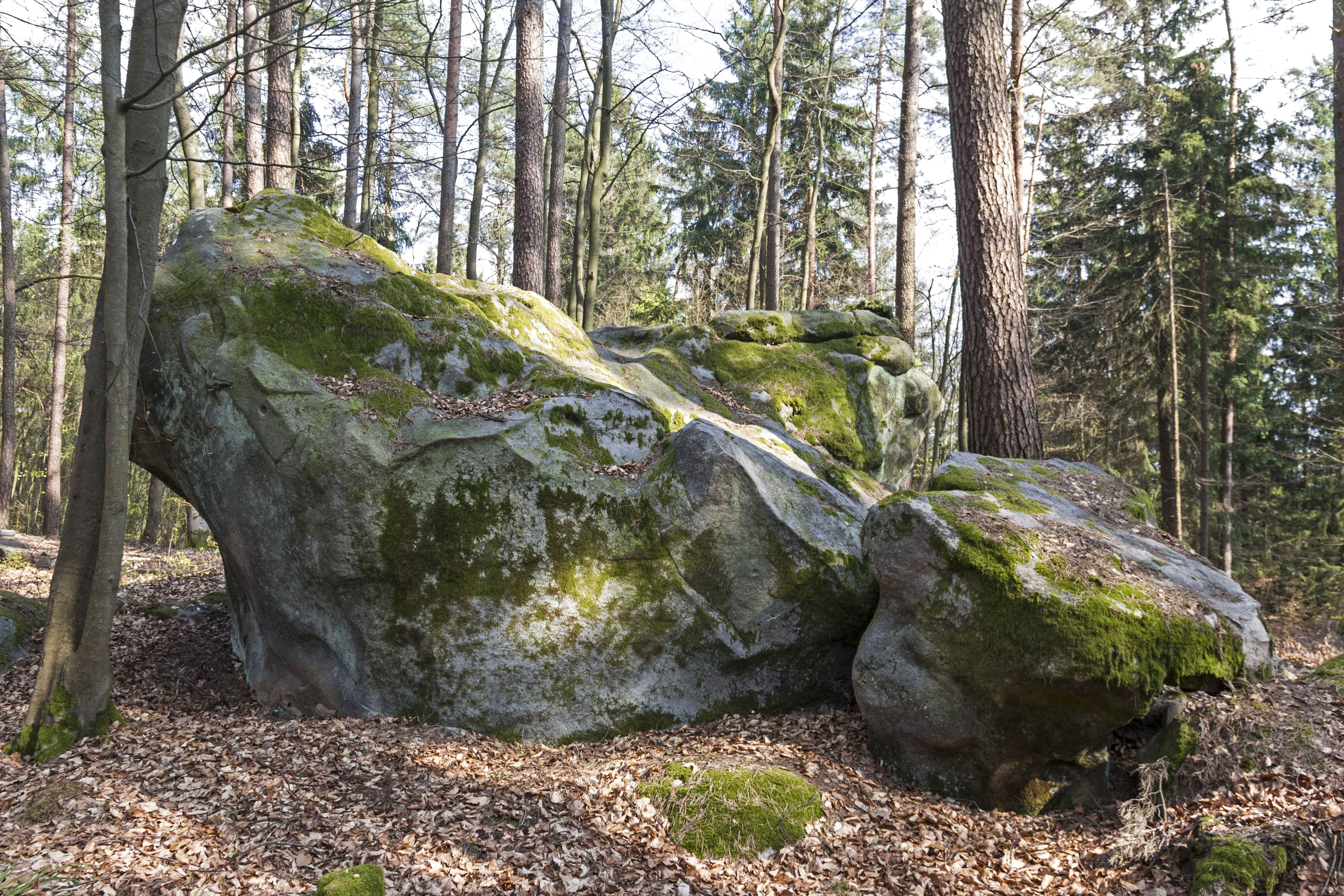
Zyprianstein bei Rinnenbrunn

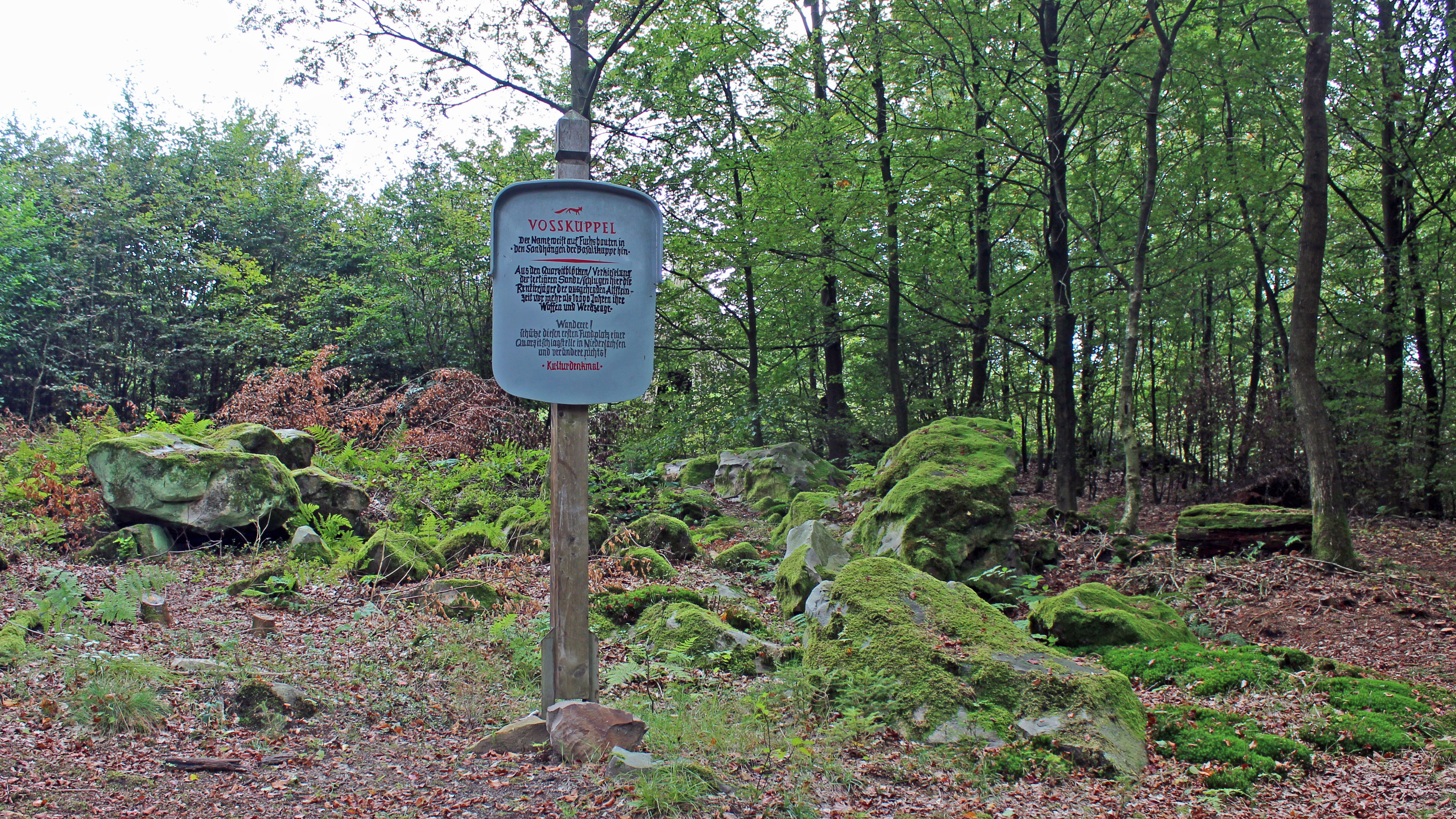
Tertiärquarzite am Voßküppel

Tertiärquarzite sind sehr dicht und hart, brechen splittrig und sind meist von weißlicher, hellgrauer, gelblicher oder bräunlicher Farbe. Die Oberfläche ist vielfach knollig-nierenartig ausgebildet, in manchen Vorkommen sind Reste der ursprünglichen Schichtung erhalten.
Die Quarzite sind durch die Verkieselung von Sand unter semiariden Bedingungen entstanden, indem in oberflächennahen Schichten Kieselsäure in Niederschlagswasser gelöst wurde, mit dem versickernden Wasser in tiefere Schichten vordrang und dort bei geeigneten chemischen Bedingungen in Form von Quarz zur Ausfällung kam. Bei der Ausfällung wurden die ursprünglich dort vorhandenen Sande durch den Quarz zu einem festen, quarzitischen Gestein verbunden. Dieser Vorgang wird allgemein auch als Zementation bezeichnet.
Die in verschiedenen Gegenden häufig vorkommenden Einzelbrocken sind Reste von ehemals mehr oder minder zusammenhängenden Sandsteinschichten, die heute durch Verwitterung größtenteils verschwunden sind. Es handelt sich nicht um Findlinge, die von Gletschern zurückgelassen wurden. Aufgrund der Härte des Gesteins bilden Reste von Tertiärquarziten in manchen Gegenden eine Bestreuung von Quarzitschottern und ‑kieseln aus, so in der Eifel oder im Lahngebiet.

## Vorkommen
Einzelne Tertiärquarzite finden sich oft in größeren Höhenlagen in den deutschen Mittelgebirgen. Ein Beispiel ist etwa der Weiße Stein bei Udenbreth in der Gemeinde Hellenthal in der Eifel auf dem Gebiet der belgischen Gemeinde Büllingen, dem das dortige Skigebiet Am Weißen Stein seinen Namen verdankt. Ein großer Einzelbrocken eines Tertiärquarzits wurde im Juli 2004 in Billig bei Euskirchen gefunden. Sein Gewicht beträgt ca. 15 Tonnen. Weitere Vorkommen von Tertiärquarziten sind an der deutsch-belgischen Grenze im Süden von Aachen als Zyklopensteine bekannt. In der Oberpfalz und im fränkischen Raum werden derartige quarzitische Bildungen als Kallmünzer bezeichnet. Der größte Kallmünzer ist der Zyprianstein.
Am Vogelsberg wurden beim Abbau tertiärer Sande immer wieder Brocken von Tertiärquarziten gefunden, und auch im Westerwald wurde der sogenannte Braunkohlenquarzit als Baustein verwendet. Weitere Vorkommen sind bekannt aus der Umgebung von Leisnig, bei Waldenburg oder Kupferberg. Tertiärquarzite treten außerdem in Zusammenhang mit dem Braunkohlebergbau in der Region Leipzig auf, so etwa bei Borna, Witznitz und Profen sowie bei Berzdorf und Nochten, ferner in Nordböhmen oder im Gebiet der Niederrheinischen Bucht. Bei Herzogenrath im Westen der Niederrheinischen Bucht wurden noch im 20. Jahrhundert Tertiärquarzite abgebaut (Nievelsteiner Sandstein).

## Verwendung

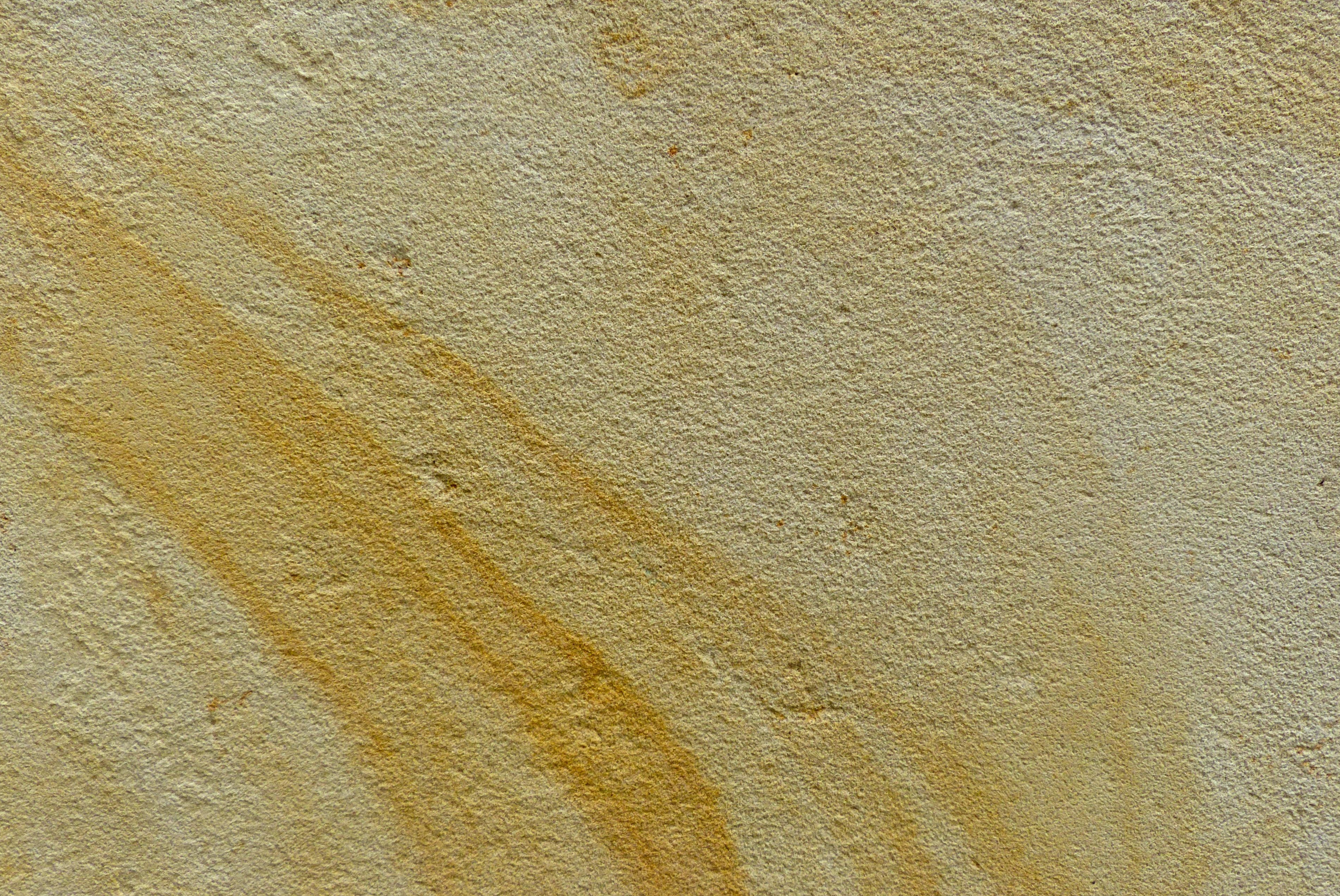
Nivelsteiner Sandstein am Aachener Rathaus

Tertiärquarzite wurden aufgrund ihrer Härte als Baustein verwendet, falls sie – wie im Zusammenhang mit dem Braunkohleabbau – in größeren Vorkommen abgebaut werden konnten. Quarzite mit einem Gehalt von über 96 % SiO2 finden Verwendung in der Feuerfestindustrie, etwa für Ofenauskleidungen. Die Härte des Gesteins war ebenfalls der Grund für die Verwendung durch vorzeitliche Siedler in Gegenden mit Vorkommen von Tertiärquarziten, so etwa die Gegend des Mittelrheins.
Die Härte und Verschleißfestigkeit machte Süßwasserquarzit auch zu einem bevorzugten Gestein zur Herstellung von Mühlsteinen. Besonders berühmt sind die sogenannten "Franzosen-" oder "Champagnersteine" aus Süßwasserquarzit der Champagne, insbesondere aus den Steinbrüchen bei La Ferté-sous-Jouarre.